# Lionel Richie
Lionel Brockman Richie, Jr. (sinh ngày 20 tháng 6 năm 1949) là một nam ca sĩ, nhạc sĩ nhà sản xuất đĩa hát, và đôi khi là một diễn viên người Mỹ. Ông không những thành công với vai trò là một ca sĩ trong thể loại nhạc R&B mà còn là một nhạc sĩ, nhà soạn nhạc, nhà sản xuất và nam diễn viên nghiệp dư của ngành giải trí Hoa Kỳ.

## Sự nghiệp
Richie bắt đầu được mọi người biết đến khi ông là trưởng nhóm nhạc Commodores, một ban nhạc nổi tiếng khắp nước Mỹ thập niên 70. Năm 1981, Richie rời nhóm tách ra hát solo và trở thành một trong những nghệ sĩ thành công nhất trong nền âm nhạc thập niên 80 với 5 ca khúc hit đứng vị trí số 1 và 13 các ca khúc nằm trong top 10 tại Mỹ.
Năm 1982 là năm ra đời album mang tên ông, bán được hơn 4 triệu bản và đoạt vị trí số 3 tại các bảng xếp hạng âm nhạc. Tiếp theo đó vào năm 1983, "Can't Slow Down" được phát hành. Ngay trong tuần đầu tiên, doanh số bán ra đã là một con số ấn tượng. Tổng cộng bán được gấp đôi so với số lượng bản album đầu tiên và giành giải Grammy cho hạng mục Album của năm 1984. "Dancing on the Ceiling" là tên gọi của album số 3. Đây cũng là một trong những bằng chứng về thành công của ông trên thị trường âm nhạc nhờ các hit như "Say You, Say Me", "Dancing on the Ceiling" và "Se La".
Tuy nhiên đến thập niên 1990, thành công của ông không còn được ấn tượng như ở thập kỉ trước. Các album như "Louder Than Words" và "Time" đều không ghi được nhiều thành tựu. Một số tác phẩm gần đây của ông như album "Renaissance" phản ánh rõ nét phong cách tuổi già được khán giả Châu Âu ưa thích song không ghi được điểm tại thị trường âm nhạc Bắc Mỹ.

## Tiểu sử
Sinh ra tại Tuskegee, Alabama, Lionel Richie lớn lên trong ký túc xá của viện Tuskegee. Khi là sinh viên tại Tuskegee, ông thành lập một nhóm nhạc R&B gặt hái được khá nhiều thành công trong những năm 60. Năm 1968, ông trở thành trưởng nhóm và người chơi kèn saxophone của nhóm Commodores. Dưới sự dẫn dắt của ông và một hãng đĩa có năng lực, Commodores trở thành một trong những nhóm nhạc soul nổi tiếng nhất những năm 70. Richie là người viết và hát rất nhiều ca khúc hit của nhóm. Nhóm thường tập trung vào những bản ballad lãng mạn và dễ nghe như "Three Times A Lady" và "Still". Với giọng ca ngọt ngào và trầm ấm, ông trở thành thành viên nổi bật nhất trong nhóm. Đến cuối những năm 70, Richie bắt đầu chấp nhận soạn nhạc cho các nghệ sĩ khác hát. Ca khúc "Lady" ông soạn cho bạn của mình là Kenny Rogers chiếm vị trí số 1 tại các bảng xếp hạng vào năm 1980.
Trong năm 1981, Richie hát chung với Diana Ross trong ca khúc nhạc nền cho bộ phim Endless Love. Được phát hành dưới dạng đĩa đơn, ca khúc được coi là số 1 tại Anh và Mỹ bởi nhiều khán giả yêu nhạc, không những thế nó còn là bài hát đứng đầu các bảng xếp hạng nhạc Pop ở hai quốc gia này. Thành công của nó đã thúc đẩy Richie tách ra hát solo. Và thế là mong muốn bấy lâu ấp ủ thành hiện thực vào năm 1982.
Một số ca khúc của ông được nằm trong top 10 là những bài ca đi cùng năm tháng. Thành công nhất và ấn tượng nhất vẫn là "Hello", một bản tình ca lãng mạn ẩn chứa một tình cảm vô bờ của một chàng trai dành cho một cô gái. Đây là một ví dụ điển hình và chứng minh khả năng thực sự của ông trong thể loại âm nhạc R&B. Những nỗ lực của ông còn được đền đáp khi chính ông là người có công mang về một giải Oscar cho bộ phim "White Nights" với ca khúc tự sáng tác và tự trình bày "Say you, say me". Ông cũng từng hợp tác với ông hoàng nhạc Pop Michael Jackson trong ca khúc "We Are the World" nhằm mục đích từ thiện do tổ chức USA For Africa tài trợ.
Dancing On The Ceiling, một album khác cũng tạo được danh tiếng rộng rãi tại Mỹ và Anh. Giới chuyên môn nhận định rằng đây là một nhạc phẩm có vai trò quan trọng trong sự nghiệp ca hát chuyên nghiệp của ông. Thoát khỏi nền tảng cũ, ông phá vỡ những quy tắc chuẩn mực trong âm nhạc tạo nên một sự bứt phá có tính sáng tạo tuyệt vời. Thế nhưng dường như vẫn chưa hài lòng với bản thân mình. Ông tạm ngừng một thời gian khá dài. 10 năm sau, ông phá vỡ sự im lặng của mình bằng một Louder Than Words (Ồn ào hơn cả lời nói). Với nhạc phẩm này, ông khẳng định một sự thay đổi trong phong cách sáng tác cũng như thể hiện ca khúc. Người nghe không hề nhận ra trào lưu âm nhạc được coi là mốt ở thập kỉ trước. Ông đã chọn con đường bằng phẳng để dệt nên một thứ âm nhạc tâm hồn thanh thoát và được tạo dựng hoàn hảo. Mãi đến những năm sau này, người ta mới được biết đó gọi là thể loại Urban R&B.

## Đời tư
Khoảng năm 1984, Lionel và vợ của ông là Brenda Richie nhận nuôi một bé gái 3 tuổi. Họ chăm sóc cô bé như con đẻ của mình và đặt tên nó là Nicole Richie. Đến năm 1990, họ mới có được giấy phép chính thức được quyền nuôi đứa bé. Thế nhưng sau 16 năm chung sống, Brenda và Lionel ly dị. Dường như ngay lập tức, Lionel cưới Diane Alexander làm vợ thứ hai. Ông và Diane có hai người con. Một trai một gái. Con trai lớn của ông tên là Miles Richie còn em gái anh ấy là Sofia Richie. Sofia hiện đã 22 tuổi và chơi rất thân với các celebrities khác như Kendall Jenner, Kylie Jenner, Gigi Hadid,...

## Danh sách đĩa nhạc

### Album phòng thu
- Lionel Richie (1982)
- Can't Slow Down (1983)
- Dancing on the Ceiling (1986)
- Back to Front  (1992) (Album biên tập với ba bài hát mới)
- Louder Than Words (1996)
- Time (1998)
- Renaissance (2000)
- Just for You (2004)
- Coming Home (2006)
- Just Go (2009)
- Tuskegee (2012)

### Đĩa đơn quán quân tại Mỹ
1. 1981 "Endless Love" hát với Diana Ross (9 tuần)
2. 1982 "Truly" (2 tuần)
3. 1983 "All Night Long (All Night)" (4 tuần)
4. 1984 "Hello" (2 tuần)
5. 1985 "Say You, Say Me" (4 tuần)